# Liste der Kulturdenkmale in Großbardau
In der Liste der Kulturdenkmale in Großbardau sind die Kulturdenkmale des Grimmaer Ortsteils Großbardau verzeichnet, die bis Juli 2024 vom Landesamt für Denkmalpflege Sachsen erfasst wurden (ohne archäologische Kulturdenkmale). Die Anmerkungen sind zu beachten.
Diese Aufzählung ist eine Teilmenge der Liste der Kulturdenkmale in Grimma.

## Großbardau
| Bild                                    | Bezeichnung | Lage                             | Datierung | Beschreibung | ID       |
| --------------------------------------- | --- | -------------------------------- | --- | --- | -------- |
| Direkt Bild zu diesem Denkmal hochladen | Wohnhaus eines Zweiseithofes | Alte Salzstraße 3 (Karte)        | Ehemals bezeichnet mit 1696                                                                                              | Zeugnis bäuerlicher Bau- und Lebensweise des 17. Jahrhunderts in Fachwerkbauweise, wohl ehemals Teil einer Schäferei, bau- und ortsgeschichtlich von Bedeutung. Ehemals bezeichnet mit 1696 (Putzritzung), zweigeschossig, Erdgeschoss massiv, Obergeschoss Fachwerk (zum Teil verbrettert, am Giebel verputzt), Giebel verbrettert, Satteldach mit Fledermausgaube, Holztraufe, einfaches steinernes Türgewände, wohl ursprünglich Teil der südlich liegenden, ehemaligen Schäferei. | 08974138 |
| Weitere Bilder                          | Kirche mit Ausstattung, Kirchhof mit Einfriedung, zwei alten Grabmalen, Kriegerdenkmal für die Gefallenen des Ersten Weltkrieges sowie Denkmal für drei im Ersten Weltkrieg gefallene Pfarrers-Söhne | Alte Schulstraße (Karte)         | 1213 Dendro (Westhalle); 1517 Dendro (Chor); 1685 Dendro (Dachwerk Schiff); bezeichnet mit 1692 (Kruzifix); 1939 (Orgel) | Im Kern romanische Saalkirche mit gotischem Chor, von baugeschichtlicher, ortshistorischer und ortsbildprägender Bedeutung. - Kirche: verputzter Massivbau, Saalkirche mit polygonalem Schluss, Strebepfeiler am Chor (in Porphyrtuff), Bruchsteinsockel, Fenstergewände in Porphyrtuff (im Chor Spitzbogenfenster mit Maßwerk), Turm: querrechteckig mit Walmdach und Gauben sowie zwei Dachknäufen - klassizistische Grabmale in Sandstein - Kriegerdenkmal für Gefallene des Ersten Weltkrieges: Porphyrtuffsockel, Hochkreuz in Porphyrtuff, am Sockel Metallplatten mit Namen der Gefallenen des Ersten und Zweiten Weltkrieges, nach 1990 ergänzt mit Gedenktafel für die Gefallenen des Zweiten Weltkrieges, Plattenbelag (Polygonalverband) - Kriegerdenkmal für die drei im Ersten Weltkrieg gefallenen Söhne des Pfarrers Buschbeck: Säule in Porphyrtuff, Relief: Eisernes Kreuz mit Eichenlaubkranz, Abschluss Stahlhelm (als Pickelhaube!), Inschrift (verwittert), davor zwei Porphyrtuffblöcke mit Inschrift (verwittert) - ummauerter Kirchhof als Umgebung einer Dorfkirche mit Ursprüngen im 13. Jahrhundert - Einfriedung: umlaufend Bruchsteinmauer, teilweise als Stützmauer, teilweise verputzt, Abdeckung Betonplatten. Eingang von Norden (gemauerter Torbogen, massiv, Holzlattentor) und von Südosten - lockere Gräberbelegung (dazwischen Rasen), häufig Grabeinfassungen aus geschnittenen Eibenhecken - kaum Baumbestand, einige Koniferen - Nebengebäude (Leichenhalle) - Zugangswege mit wassergebundener Decke (grau) befestigt - Blickbeziehungen von dem höher gelegenen Friedhof über das Dorf und in die Landschaft | 09256905 |
| Direkt Bild zu diesem Denkmal hochladen | Ehemalige Schule | Alte Schulstraße 1 (Karte)       | Um 1800 | Schlichter Putzbau mit Mansarddach, im Ortskern nahe der Kirche, von ortsgeschichtlicher und bauhistorischer Bedeutung. Zweigeschossiger, verputzter Massivbau, Fenstergewände größtenteils in Porphyrtuff, rückwärtig Portal mit Schlussstein, Mansarddach, profilierte Traufe in Porphyrtuff. | 09256901 |
| Direkt Bild zu diesem Denkmal hochladen | Wohnhaus des ehemaligen Vorwerks Großbardau | Alte Schulstraße 1a (Karte)      | Um 1800, im Kern älter                                                                                                   | Stattlicher Putzbau mit Krüppelwalmdach, im Innern interessante Dekorationsmalerei des späten 19. Jahrhunderts, Teil des ehemals zum Klostergut Nimbschen gehörenden Vorwerks, mit diesem dann der Landschule Grimma zugewiesen, später Umwandlung in Brennereigut, zum Vorwerk gehörte die Schäferei am Ort, von heimatgeschichtlicher und bauhistorischer Bedeutung. Zweigeschossiger, verputzter Massivbau, hoher Sockel, Krüppelwalmdach, im Innern flache Blendbögen und interessante Bemalung der Holzbalkendecke (Dekorationsmalerei des späten 19. Jahrhunderts). | 09305509 |
|                                         | Gasthaus Zur alten Schule (ehemaliges Gemeindehaus) | Alte Schulstraße 8 (Karte)       | 1. Hälfte 19. Jahrhundert                                                                                                | Fachwerkbau, am Kirchhof gelegen, von ortshistorischer und baugeschichtlicher Bedeutung. Zweigeschossig, Erdgeschoss massiv, Obergeschoss Fachwerk, Giebel massiv erneuert, einseitiges Krüppelwalmdach mit Biberschwanzdeckung, Holztraufe. | 09256902 |
| Direkt Bild zu diesem Denkmal hochladen | Pfarrhof mit Pfarrhaus, Scheune, Seitengebäude und Einfriedung sowie alter Taufstein im Garten | Alte Schulstraße 12 (Karte)      | Um 1800 (Pfarrhaus); 12. Jahrhundert (Taufstein)                                                                         | Pfarrhaus einfacher Putzbau mit Krüppelwalmdach, ortsbildprägende Lage am Kirchhof, von ortsgeschichtlicher und bauhistorischer Bedeutung. - Pfarrhaus: zweigeschossiger, verputzter, Massivbau, Fenstergewände in Porphyrtuff, Türgewände mit Schlussstein in Porphyrtuff, ältere Tür, Krüppelwalmdach, Scheune: eingeschossiger Massivbau, Krüppelwalmdach - Seitengebäude: eingeschossiger, verputzter Massivbau, Tür- und Fenstergewände in Porphyrtuff, ein Türgewände mit Schlussstein, Krüppelwalmdach (gelbe Biberschwanzdeckung), Holztraufe - Einfriedung: verputzte Bruchsteinmauer mit Ziegelsteinabdeckung | 09256904 |
| Direkt Bild zu diesem Denkmal hochladen | Häuslerhaus | Am Schmiedeteich 3 (Karte)       | 1. Hälfte 19. Jahrhundert                                                                                                | Zeugnis kleinbäuerlicher Bau- und Lebensweise des 19. Jahrhunderts in Fachwerkbauweise, bau- und sozialgeschichtlich von Bedeutung. Zweigeschossig, Erdgeschoss massiv (vermutlich Lehm), Obergeschoss Fachwerk, Satteldach mit Biberschwanzdeckung, Holztraufe. | 08974999 |
| Direkt Bild zu diesem Denkmal hochladen | Wohnhaus und Scheune eines Zweiseithofes | Angerstraße 9 (Karte)            | Mitte 19. Jahrhundert | Zeugnis bäuerlicher Bau- und Wirtschaftsweise im 19. Jahrhundert, Scheune zeittypischer Massivbau, Wohnhaus Obergeschoss Fachwerk, baugeschichtlich von Bedeutung. - Bauernhaus: zweigeschossig, Erdgeschoss massiv, Obergeschoss Fachwerk, Fenstergewände in Porphyrtuff, Türgewände mit Verdachung in Porphyrtuff (Inschrift im Türsturz verwittert), Krüppelwalmdach mit Biberschwanzdeckung, Holztraufe - Scheune: verputzter Bruchsteinbau, Türgewände in Porphyrtuff, ältere Scheunentore, Satteldach mit Biberschwanzdeckung | 09256953 |
| Direkt Bild zu diesem Denkmal hochladen | Ehemaliges Badehaus (jetzt Wohnhaus) | Badergasse 4 (Karte)             | Um 1800 | Schlichter Putzbau, Rundbogen-Türgewände in Porphyrtuff, von ortsgeschichtlicher und sozialhistorischer Bedeutung. Zweigeschossiger, verputzter Massivbau, Türgewände in Porphyrtuff, ältere Türen, Fenstergewände zum Teil in Porphyrtuff, Fenstersohlbänke vorwiegend in Kunststein, Ziegelsteintraufe, Satteldach mit gelber Biberschwanzdeckung. | 09256906 |
| Direkt Bild zu diesem Denkmal hochladen | Transformatorenhäuschen | Bornaische Straße (Karte)        | Um 1920 | Pyramidenförmiger Dachaufbau, technikgeschichtlich und ortsentwicklungsgeschichtlich von Bedeutung. Quadratischer Grundriss, eingeschossig, massiv, Klinkersockel, ansonsten verputzt, rundbogiges Türgewände (Ziegelstein), Pultdach auf quadratischem Grundriss (Biberschwanzdeckung) mit weitem Dachüberstand, quadratische Laterne (verschiefert), Zeltdach (Biberschwanzdeckung), originale Isolatoren. | 09256923 |
| Direkt Bild zu diesem Denkmal hochladen | Seitengebäude eines Bauernhofes | Brühl 4 (Karte)                  | 1. Hälfte 19. Jahrhundert                                                                                                | Straßenbildprägender Fachwerkbau, von bauhistorischer Bedeutung. Zweigeschossig, Erdgeschoss massiv, Obergeschoss Fachwerk, Türgewände in Holz, Satteldach. | 09256932 |
| Direkt Bild zu diesem Denkmal hochladen | Seitengebäude eines Vierseithofes | Brühl 7 (Karte)                  | Mitte 19. Jahrhundert | Obergeschoss ehemals Fachwerk, Zeugnis bäuerlicher Lebens- und Bauweise des 19. Jahrhunderts, baugeschichtlich von Bedeutung. Zweigeschossiger, verputzter Massivbau, Erdgeschoss massiv, Obergeschoss ehemals Fachwerk, einseitiges Krüppelwalmdach mit Fledermausgaube, Tür- und Fenstergewände im Erdgeschoss in Porphyrtuff, Holztraufe. | 09256927 |
| Direkt Bild zu diesem Denkmal hochladen | Wohnstallhaus und Einfriedung des Vorgartens eines Dreiseithofes | Brühl 14 (Karte)                 | Mitte 18. Jahrhundert | Zeugnis bäuerlicher Bau- und Lebensweise des 18. Jahrhunderts, altertümliche Fachwerkkonstruktion (verblattete Streben) von Seltenheitswert, heimat- und baugeschichtlich von Bedeutung. Zweigeschossig, Erdgeschoss massiv, Obergeschoss Fachwerk (K-Streben zum Teil verblattet), Fenstergewände im Erdgeschoss in Porphyrtuff, Türsturz und Schlussstein in Porphyrtuff, Giebel verbrettert, Satteldach, rückwärtig abgeschleppt. | 09256930 |
| Weitere Bilder                          | Meilenstein | Großbardauer Hauptstraße (Karte) | 2. Hälfte 19. Jahrhundert                                                                                                | Königlich-Sächsischer Meilenstein, verkehrsgeschichtlich von Bedeutung. Halbmeilenstein aus Sandstein, oben abgerundet, profilierte Kanten, Inschrift (verwittert). | 09256913 |
|                                         | Meilenstein | Großbardauer Hauptstraße (Karte) | 2. Hälfte 19. Jahrhundert                                                                                                | Königlich-Sächsischer Meilenstein, verkehrsgeschichtlich von Bedeutung. Halbmeilenstein aus Sandstein, oben abgerundet, profiliert, Inschrift verwittert. | 09256915 |
| Direkt Bild zu diesem Denkmal hochladen | Mühlengebäude, Taubenturm und Seitengebäude eines Mühlenanwesens (Obermühle) | Parthengrund 12 (Karte)          | Bezeichnet mit 1738, spätere Umbauten                                                                                    | Ehemalige Wassermühle, Zeugnis eines Mühlgutes des 18. Jahrhunderts, orts- und technikgeschichtlich von Bedeutung. - Mühle, bezeichnet mit 1738 (Schlussstein): zweigeschossiger, verputzter Massivbau, Fenstergewände im Erdgeschoss in Porphyrtuff, Obergeschoss ehemals Fachwerk, Krüppelwalmdach, Holztraufe - Stall: zweigeschossig, Türgewände in Porphyrtuff, im Inneren Gewölbe, Satteldach, verputzter Massivbau mit Drempel - Taubenturm: massiver Sockel, Aufbau verbrettert | 09256936 |
| Direkt Bild zu diesem Denkmal hochladen | Wohnstallhaus eines Bauernhofes | Parthengrund 20 (Karte)          | 1. Hälfte 19. Jahrhundert                                                                                                | Obergeschoss Fachwerk, Zeugnis bäuerlicher Bau- und Lebensweise des 19. Jahrhunderts, baugeschichtlich von Bedeutung. Zweigeschossig, Erdgeschoss massiv, Obergeschoss Fachwerk (zum Teil verputzt), Türgewände in Porphyrtuff, einseitiges Krüppelwalmdach. | 09256942 |
| Direkt Bild zu diesem Denkmal hochladen | Wohnstallhaus und Hofpflaster eines Dreiseithofes | Parthenstraße 12 (Karte)         | Um 1800 | Zeugnis ländlichen Bauens in Fachwerkbauweise, baugeschichtlich von Bedeutung. Zweigeschossig, Erdgeschoss massiv, Obergeschoss Fachwerk mit Lehmausfachung, Satteldach mit weitem Dachüberstand, Biberschwanzdeckung, nach hinten abgeschleppt, Giebel massiv (Ziegelstein), ein Türgewände in Ziegelstein, ein Türgewände Porphyrtuff, im Erdgeschoss Fenstergewände in Porphyrtuff, im Obergeschoss Kunststeinsohlbänke, im Erdgeschoss zum Teil Fensterläden, alte Fenster. | 09256917 |
| Direkt Bild zu diesem Denkmal hochladen | Saalanbau des ehemaligen Gasthauses Weintraube | Parthenstraße 14 (Karte)         | Mitte 1920er Jahre | Zeugnis ländlicher Kultur in repräsentativer Bauweise, von ortshistorischer Bedeutung. Eingeschossig, Satteldach mit Biberschwanzdeckung, rückwärtig niedriger Bühnenanbau, zum Teil originale Tür (Haupteingangstür erneuert), im Inneren: dreischiffiger Saal (eine Seite verbaut), Holzstützen, flaches Tonnengewölbe über dem Saal mit Art-déco-Malerei, zwei eiserne Rosetten als Lampenhalterungen. | 09256995 |

## Ehemaliges Denkmal
| Bild                                    | Bezeichnung                  | Lage                               | Datierung             | Beschreibung | ID       |
| --------------------------------------- | ---------------------------- | ---------------------------------- | --------------------- | --- | -------- |
| Direkt Bild zu diesem Denkmal hochladen | Wohnhaus eines Dreiseithofes | Großbardauer Hauptstraße 1 (Karte) | Mitte 19. Jahrhundert | Straßenbildprägendes Wohnhaus des 19. Jahrhunderts in gutem Originalzustand, baugeschichtlich von Bedeutung. Zweigeschossig, massiv, verputzt, im Erdgeschoss Fenstergewände aus Porphyrtuff, alte Winterfenster, zum Teil Fensterläden, Eingangshäuschen aus Holz, daneben Sitzbank aus Porphyrtuff, Satteldach, Biberschwanzdeckung, alter Putz, Holztraufe. Zwischen 2018 und 2020 abgerissen. | 09256916 |

## Tabellenlegende
- Bild: Bild des Kulturdenkmals, ggf. zusätzlich mit einem Link zu weiteren Fotos des Kulturdenkmals im Medienarchiv Wikimedia Commons. Wenn man auf das Kamerasymbol klickt, können Fotos zu Kulturdenkmalen aus dieser Liste hochgeladen werden:
- Bezeichnung: Denkmalgeschützte Objekte und ggf. Bauwerksname des Kulturdenkmals
- Lage: Straßenname und Hausnummer oder Flurstücknummer des Kulturdenkmals. Die Grundsortierung der Liste erfolgt nach dieser Adresse. Der Link (Karte) führt zu verschiedenen Kartendiensten mit der Position des Kulturdenkmals. Fehlt dieser Link, wurden die Koordinaten noch nicht eingetragen. Sind diese bekannt, können sie über ein Tool mit einer Kartenansicht einfach nachgetragen werden. In dieser Kartenansicht sind Kulturdenkmale ohne Koordinaten mit einem roten bzw. orangen Marker dargestellt und können durch Verschieben auf die richtige Position in der Karte mit Koordinaten versehen werden. Kulturdenkmale ohne Bild sind an einem blauen bzw. roten Marker erkennbar.
- Datierung: Baubeginn, Fertigstellung, Datum der Erstnennung oder grobe zeitliche Einordnung entsprechend des Eintrags in der sächsischen Denkmaldatenbank
- Beschreibung: Kurzcharakteristik des Kulturdenkmals entsprechend des Eintrags in der sächsischen Denkmaldatenbank, ggf. ergänzt durch die dort nur selten veröffentlichten Erfassungstexte oder zusätzliche Informationen
- ID: Vom Landesamt für Denkmalpflege Sachsen vergebene, das Kulturdenkmal eindeutig identifizierende Objekt-Nummer. Der Link führt zum PDF-Denkmaldokument des Landesamtes für Denkmalpflege Sachsen. Bei ehemaligen Kulturdenkmalen können die Objektnummern unbekannt sein und deshalb fehlen bzw. die Links von aus der Datenbank entfernten Objektnummern ins Leere führen. Ein ggf. vorhandenes Icon  führt zu den Angaben des Kulturdenkmals bei Wikidata.